# Dijana Grudiček-Ravnikar
Dijana Ravnikar, née Grudiček le 4 juin 1978 à Rijeka, est une biathlète et fondeuse croate naturalisée slovène. 

## Carrière
Elle a commencé sa carrière sportive en tant que fondeuse sous les couleurs croates en 1996, participant ensuite aux Championnats du monde de ski nordique 1999, mais n'obtient pas de résultats significatifs.
À partir de 2000, après avoir découvert ce sport en Slovénie, elle se consacre exclusivement au biathlon avec des débuts en Coupe du monde dès cette année sous ses nouvelles couleurs. Elle obtient son premier podium dans un relais en janvier 2005 à Oberhof. En individuel, elle connait son plus haut classement en 2007-2008 avec le 24e rang en Coupe du monde et une septième place acquise à Pyeongchang comme meilleure performance.
Elle compte trois participations aux Jeux olympiques entre 2002 et 2010, et y obtient notamment deux sixièmes places en relais en 2002 et 2006. Dans les Championnats du monde, individuellement son meilleur résultat est une dixième place en sprint en 2008 et en relais, elle compte une quatrième place en 2007.
Après avoir pris sa retraite en 2010 pour prendre soin de sa famille, la biathlète slovène prolonge sa carrière pour une saison en 2013, prenant part aux Championnats du monde à Nove Mesto.

## Palmarès

### Jeux olympiques d'hiver
| Épreuve / Édition | Salt Lake City 2002              | Turin 2006 | Vancouver 2010 |
| Sprint            |                                  | 55e        | 37e            |
| Poursuite         |                                  | Abandon    | 39e            |
| Individuel        | 57e                              | 30e        | 35e            |
| Départ en masse   | Épreuve inexistante à cette date |            |                |
| Relais            | 6e                               | 6e         | 8e             |

### Championnats du monde
| Épreuve / Édition                | Individuel                       | Sprint                           | Poursuite                        | Départ en masse                  | Relais                           | Relais mixte                     |
| Mondiaux 2001 Pokljuka           | 61e                              | 82e                              | -                                | -                                | 7e                               | Épreuve inexistante à cette date |
| Mondiaux 2003 Khanty-Mansiïsk    | -                                | 54e                              | 52e                              | -                                | 11e                              | Épreuve inexistante à cette date |
| Mondiaux 2004 Oberhof            | 67e                              | 60e                              | 47e                              | -                                | 10e                              | Épreuve inexistante à cette date |
| Mondiaux 2005 Hochfilzen         | 71e                              | -                                | -                                | -                                | 8e                               | Épreuve inexistante à cette date |
| Mondiaux 2005 Khanty-Mansiïsk    | Épreuve inexistante à cette date | Épreuve inexistante à cette date | Épreuve inexistante à cette date | Épreuve inexistante à cette date | Épreuve inexistante à cette date | 15e                              |
| Mondiaux 2006 Pokljuka           | Épreuve inexistante à cette date | Épreuve inexistante à cette date | Épreuve inexistante à cette date | Épreuve inexistante à cette date | Épreuve inexistante à cette date | 5e                               |
| Mondiaux 2007 Antholz-Anterselva | 39e                              | 60e                              | 52e                              | -                                | 4e                               | -                                |
| Mondiaux 2008 Östersund          | 57e                              | 10e                              | 11e                              | 25e                              | 12e                              | 9e                               |
| Mondiaux 2010 Khanty-Mansiïsk    | Épreuve inexistante à cette date | Épreuve inexistante à cette date | Épreuve inexistante à cette date | Épreuve inexistante à cette date | Épreuve inexistante à cette date | DSQ                              |
| Mondiaux 2013 Nové Město         | 88e                              | 92e                              | -                                | -                                | 17e                              | -                                |

Légende :

 : épreuve inexistante

- : n'a pas participé à l'épreuve

DSQ : disqualification

### Coupe du monde de biathlon
- Meilleur classement général : 24e en 2008.
- Meilleur résultat individuel : 7e.
- 1 podium en relais : 1 troisième place.

#### Différents classements en Coupe du monde
| Année     | Classement général final | Sprint | Poursuite | Individuel | Mass start |
| 2003-2004 | 76e                      | -      | 61e       | -          | -          |
| 2004-2005 | 52e                      | 54e    | 56e       | 47e        | -          |
| 2005-2006 | 40e                      | 42e    | 32e       | 59e        | 36e        |
| 2006-2007 | 39e                      | 31e    | 38e       | 48e        | 47e        |
| 2007-2008 | 24e                      | 21e    | 17e       | -          | 28e        |
| 2009-2010 | 43e                      | 38e    | 45e       | 39e        | -          |